# 已己巳己
已己巳己（いこみき）は、「已」「己」「巳」の3種の字形がそれぞれ似ていることから、互いによく似ているもののことを譬えて使われる語である。1つ目の「己」は、呉音に従って「こ」と、2つ目の「己」は漢音に従って「き」と発音される。類義語としては「瓜二つ」「大同小異」、対義語としては「雲泥の差」「不一致」などが挙げられる。
似たような字形を並べた四字熟語に「烏焉魯魚」「魯魚亥豕」「魯魚章草」などがあるが、これらは書き誤りやすい文字のことを指す語である。ほかに、「烏焉馬」という熟語もあり、これももともとは書き誤りやすい文字のことを指す語であったが、転じて紛らわしいものをいう語としても用いられる。